# Cohoe
Cohoe (Dena’ina: Qughuhnaz’ut) ist ein Ort und ein census-designated place (CDP) im Kenai Peninsula Borough in Alaska. Das U.S. Census Bureau ermittelte bei der Volkszählung 2020 eine Einwohnerzahl von 1471.

## Geographie
Cohoe befindet sich an der Westküste der Kenai-Halbinsel, am Sterling Highway (Alaska Route 1) 25 km südsüdwestlich von Soldotna. Das CDP-Gebiet reicht im Osten bis an das Westufer des Tustumena Lake. Es besitzt einen 17 km langen Küstenstreifen am Cook Inlet. Der Kasilof River trennt das CDP-Gebiet von dem nördlich angrenzenden Kasilof CDP. Im Süden grenzt das Cohoe CDP an das Clam Gulch CDP sowie an das Ninilchik CDP. In Cohoe befinden sich die Rastplätze „Crooked Creek State Recreation Site“ und „Kasilof River State Recreation Site“.

## Geschichte
Cohoe geht auf eine landwirtschaftliche Siedlung zurück. 1950 wurde ein Postamt eröffnet. Cohoe ist seit 1990 ein census-designated place.

## Demografie
Zum Zeitpunkt der Volkszählung im Jahre 2020 (U.S. Census 2020) hatte Cohoe 1471 Einwohner auf einer Landfläche von 181,06 km². Von den Einwohnern waren 1232 Weiße, 6 afrikanisch-amerikanischer Abstammung, 78 Indigene sowie 15 Asiaten. Beim Zensus im Jahr 2000 wurden 1168 Einwohner gezählt, 2010 waren es 1364. Somit war die Bevölkerungsentwicklung der letzten Jahre ansteigend.